# أويس القادري البراوي
الشيخ أويس القادري البراوي (1847–1909) كان عالمًا صوماليًا يُنسب إليه الفضل في إحياء الإسلام في شرق إفريقيا في القرن التاسع عشر.